# Линченко, Николай Викторович
Николай Викторович Линченко (род. 30 мая 1977, Ленинград, РСФСР, СССР) — российский государственный деятель и управленец. Вице-губернатор Санкт-Петербурга с 23 января 2019 года.
Начальник аппарата вице-губернатора Санкт-Петербурга А. И. Вахмистрова c 2000 по 2009 год. Глава администрации Адмиралтейского района Санкт-Петербурга (2011—2012), заместитель директора Департамента промышленности и инфраструктуры Правительства РФ (2012—2019).
Действительный государственный советник Санкт-Петербурга 2 класса.

## Образование
В 1994 году окончил школу с золотой медалью.
В 1999 году окончил Санкт-Петербургский государственный университет экономики и финансов (ФИНЭК) с отличием. Специализация — «финансовый менеджмент».
В 2009 г. получил диплом о профессиональной переподготовке Северо-Западной академии государственной службы по специальности «юриспруденция».
Кандидат экономических наук.

## Карьера и трудовая деятельность
С 1999 по 2000 год — финансовый аналитик — главный специалист СПб ГУ ЦРКБ (Центр по работе с клиентами банков).
С 2000 по 2009 год — начальник Аппарата вице-губернатора Санкт-Петербурга А. И. Вахмистрова.
С августа 2009 года — первый заместитель главы администрации Приморского района Санкт-Петербурга.
С февраля 2011 по октябрь 2012 года — глава администрации Адмиралтейского района Санкт-Петербурга.
С 2012 года по январь 2019 года — заместитель директора Департамента промышленности и инфраструктуры Правительства РФ.
Действительный государственный советник Санкт-Петербурга 2 класса.
С января 2019 года — вице-губернатор Санкт-Петербурга.
Трудовую деятельность начал в 1998 году экономистом в государственном предприятии «Топливно-энергетический комплекс Санкт-Петербурга». Через год перешёл в Санкт-Петербургский Центр по работе с клиентами банков. Достиг должности финансового аналитика, а затем и главного специалиста.
С 2000 года на протяжении девяти лет работал в Аппарате вице-губернатора Санкт-Петербурга Александра Вахмистрова, став в итоге начальником Аппарата.
В августе 2009 года занял пост первого заместителя главы администрации Приморского района Санкт-Петербурга.
25 февраля 2011 года назначен главой администрации Адмиралтейского района Санкт-Петербурга.
В середине октября 2012 года был уволен с поста главы Адмиралтейского района по собственному желанию. В том же году занял должность заместителя директора Департамента промышленности и инфраструктуры Правительства России.
23 января 2019 года был утверждён на должность вице-губернатора Санкт-Петербурга.

## Государственная деятельность
В 2000—2009 годах работал в аппарате строительного вице-губернатора Александра Вахмистрова. На своем посту занимался непосредственно налаживанием коммуникаций между властью и строительным бизнесом. Позже был заместителем главы администрации Приморского района.
С января 2019 года — вице-губернатор Санкт-Петербурга, отвечает за решение вопросов капитального строительства и реконструкции объектов недвижимости, архитектуры и градостроительства (за исключением вопросов формирования архитектурного облика Санкт‑Петербурга), выявления, учёта, сохранения популяризации и государственной охраны объектов культурного наследия в Санкт‑Петербурге.
Непосредственно координирует и контролирует деятельность:
- Комитет по градостроительству и архитектуре
- Комитет по государственному контролю, использованию и охране памятников истории и культуры
- Комитет по строительству
- Служба государственного строительного надзора и экспертизы Санкт‑Петербурга

## Семья
Женат, имеет троих детей (два сына и дочь).

## Оценки
27 мая 2025 года Петербургскими градозащитниками была присвоена антипремия «Непочётный гражданин», Николай Линченко победил в номинации «Чиновник» за неудачное, по мнению активистов, курирование комитетов по строительству, архитектуре и охране памятников истории и культуры.

## Награды и звания
- Орден «За заслуги перед Отечеством» IV степени (1 октября 2021 года) — за большой вклад в социально-экономическое развитие Санкт-Петербурга и многолетнюю добросовестную работу[8]
- Медаль «В память 300-летия Санкт-Петербурга» (2003 г.)
- Медаль «В память 1000-летия Казани» (2005 г.)[1]
- Действительный государственный советник Санкт-Петербурга 2 класса
- Почётная грамота Президента Российской Федерации (27 февраля 2023 года) — за активное участие в создании монумента, посвящённого 100-летию Кронштадтского восстания[9]